# Herpetacanthus macahensis
Herpetacanthus macahensis är en akantusväxtart som beskrevs av Christian Gottfried Daniel Nees von Esenbeck. Herpetacanthus macahensis ingår i släktet Herpetacanthus och familjen akantusväxter. Inga underarter finns listade i Catalogue of Life.